# Paul Scherrer
Paul Scherrer, švicarski fizik, * 3. februar 1890, St. Gallen, Švica, † 25. september 1969, Zürich.
Aktiven je bil predvsem na področju rentgenskega in visokoenergetskega žarčenja, magnetizma in jedrske fizike.

## Življenje in delo
Paul Scherrer najprej dva semestra dolgo študiral botaniko na ETH Zürich, nato pa je premenjal na fiziko matematiko. Leta 1912 je nadaljeval s študijem na univerzi Albertus v Königsbergu, nato pa vGöttingenu. V Göttingenu je leta 1916 v sodelovanju s  Petrom Debyem razvil eksperimentalno metodo doloöanja strukture Kristalov z rentgenskimi žarki, ki odtlej nosi njuno ime Debye-Scherrerjev postopek. Promoviral je pod vodstvom Debyea s tezo o Faradayevem efektu pri molekuli vodika. Leta 1918 postane docent v Göttingenu, 1920 profesor za experimentalno fiziko na ETH Zürich, kjer je od 1927 dalje vodil oddelek za eksperimentalno fiziko. V tridesetih letih se vser bolj ukvarjal s temami s področja jedrske fizike.
Med drugo svetovno vojno je Scherrer sodeloval z vohunsko službo ZDA OSS, ki ji je zaradi svojih tesnih stikov z nemškim jedrskim fizikom  Wernerjem Heisenbergom lahko posredoval odločilne vesti o tem, kako je z razvojem atomske bombe v nacistični Nemčiji. Po drugi svetovnoi vojni je leta 1954 sodeloval pri ustanavljanju CERNa pri Ženevi ter zasedal vplivna mesta v zvezi z jedrsko energijo v Švici: 1946 je postal predsednik na novo ustanovljene Študijske komisije za atomsko energijo SKA, katere cilj je bil, Švici priskrbeti atomsko orožje. Od 1958 dalje je bil predsednik Švicarske komisije za jedrske znanosti. 1960 je bil emeritiran. Umrl je leta 1969.Paul Scherrer je pokopan na pokopališšču Fluntern. Njegova hči Ines Jucker je klasična arheologinja.